# 32613 Tseyuenman
32613 Tseyuenman è un asteroide della fascia principale. Scoperto nel 2001, presenta un'orbita caratterizzata da un semiasse maggiore pari a 2,3191237 UA e da un'eccentricità di 0,1628160, inclinata di 1,87363° rispetto all'eclittica.